# Mesembrina intermedia
Mesembrina intermedia är en tvåvingeart som först beskrevs av Zetterstedt 1849.  Mesembrina intermedia ingår i släktet Mesembrina och familjen husflugor. Inga underarter finns listade i Catalogue of Life.